# Johann Friedrich Christian Spener
Johann Friedrich Christian Spener (* 13. Juli 1760 in Soest; † 3. Juli 1825 auf Gut Ostholz) war Rat an der Märkischen Kriegs- und Domänenkammer in Hamm, ab 1809 Bürgermeister.

## Leben
Spener war 1792 Kammerassessor an der Kriegs- und Domänenkammer in Hamm, wurde aber schon 1793 zum Kriegs- und Domänenrat befördert. Während der Zugehörigkeit Hamms zum Großherzogtum Berg bekleidete er das Amt des Maires. Er hatte schon zu Ende des 18. Jahrhunderts das allodifizierte Gut Ostholz von den Erben des Generals Karl Friedrich von Wolffersdorff erworben. Ebenso besaß er 1804 neben seinem Stadthaus an der Brüderstraße in Hamm (alte Nro. 257) das Gut Oberheidemühle in Uentrop, das er von den Erben des Hofrats Engels gekauft hatte. Verheiratet war er mit Helene Friederike Theodora Kopstadt (1760–1813) aus Essen. Das Grabmal der Eheleute Spener befand sich noch 2001 auf dem Ostenfriedhof und ist heute auf Gut Ostholz.